# Fernando Samalea
Fernando Pedro Samalea (Buenos Aires, 24 de noviembre de 1963) es un baterista, bandoneonista y escritor argentino. Como solista, con su bandoneón y diversos cuartetos o quintetos de apoyo, realizó conciertos por Argentina, España, Estados Unidos, Francia, Bélgica, Uruguay y Brasil. Como baterista, desde los ochenta, ha grabado y girado con Charly García, Gustavo Cerati, Andrés Calamaro, Illya Kuryaki & The Valderramas, Joaquín Sabina, Draco Rosa, Benjamin Biolay, Phil Manzanera, Fabiana Cantilo, Calle 13, Daniel Melingo, CocoRosie, Bianca Casady, A–Tirador Láser, Hilda Lizarazu, Leo García, Rosario Ortega, Orquesta Hypnofon, Sexteto Irreal, Krishna Black Eagle, Pedropiedra, Marina Fages, Damo Suzuki, Fernando Kabusacki, La Portuaria, Abril Cantilo, Volco & Gignoli, Youngerson, David Broza, KSPS, Electric Gauchos, Michelle Bliman, entre otros.

## Biografía
Estudió batería con Jorge Orlando desde los 8 años.
A sus quince, Juan “Pollo” Raffo le da la chance de sumarse al quinteto de Alberto Lucas, integrado además por Jorge Minissale y Marcelo Torres.
En 1983 forma parte de Metrópoli junto a Isabel de Sebastián, Celsa Mel Gowland, Richard Coleman, Ulises Butrón y Marcelo Bonatto.
En 1984 funda Clap junto a Diego Frenkel, Sebastián Schachtel, Ali Azicri, Christian Basso y Beno Gelbert, así como el cuarteto eventual Fricción con Richard Coleman, Gustavo Cerati y Christian Basso. Con el agregado de Celsa Mel Gowland y el Gonzo Palacios, lanzan el álbum debut “Consumación o consumo”.
En paralelo, graba baterías en “Vida Cruel” (el segundo disco solista de Andrés Calamaro), en el debut “Detectives” de Fabiana Cantilo y en "Obediencia debida" de Instrucción Cívica, el dúo de Kevin Johansen y Julián Benjamín.
A fines de 1985 lo convoca Charly García como baterista, sumándose a Las Ligas junto a Richard Coleman, Andrés Calamaro, Christian Basso y Daniel Melingo. En los años siguientes es partícipe de varias de sus grabaciones y giras internacionales, como las de "Parte de la religión" y "Lo que vendrá" (1987), "Cómo conseguir chicas" (1988), "Filosofía barata y zapatos de goma" (1990), "La hija de la lágrima" (1994), "Casandra Lange" y el "MTV-Unplugged" (1995).
Durante 1994 realiza una gira por España y Estados Unidos con el artista puertorriqueño Draco Rosa. 
Ese mismo año se suma como baterista al dúo Illya Kuryaki and The Valderramas de Dante Spinetta y Emmanuel Horvilleur, participando en los álbumes "Chaco" y "Ninja Mental", así como en giras latinoamericanas y por Norteamérica.
En 1995 realizó el disco “Montecarlo Jazz Ensamble” junto a María Gabriela Epumer y Chiche Bermúdez, a beneficio de comunidades aborígenes, reuniendo a más de 50 artistas de jazz, rock y rap, entre ellos Fat´s Fernandez, Jorge Navarro, Emmanuel Horvilleur, Dante Spinetta, Willy Crook, Norberto Minicillo, Negro González, Inti Huamaní, Érica García, Nico Cota, Fernando Lupano y el poeta Horacio Ferrer.
Editó "Hal 9000" en 1997 con el pianista Mariano Gianni y el bajista Fernando Nalé, versionando temas de jazz con bandoneón y tratamientos electrónicos. Al año siguiente (1998) lanza "El jardín suspendido", su primer álbum instrumental con bandoneón protagónico y composiciones propias, grabado entre Tánger, Buenos Aires, Madrid y Woodstock, y en el cual participan Nirankar Singh Khalsa, Fernando Kabusacki, Daniel Melingo, Tony Levin, Natalia Méndez, Abdelmajid Domnati, Mustafá Sbai Tanji, Abdellah Harrouch y Meloud El Hrizi, que inaugura una serie de once disco-libros hasta la fecha.
Entre 1998 y 2004 se instala en España y Francia, participando de varias producciones discográficas de Alejo Stivel y de Pájaro Canzani, acompañando además al andaluz Joaquin Sabina, al israelí David Broza, al grupo La Oreja de Van Gogh, Maria Eva y demás proyectos. 
De regreso a Argentina, en 2005 publicó "En mi propia lengua" en colaboración con el escritor y periodista Tom Lupo, un CD de poemas y acompañamiento musical realizado entre Madrid y Buenos Aires que incluyó obras de Federico García Lorca, Macedonio Fernández, Jorge Luis Borges, Julio Cortázar, León Felipe y Oliverio Girondo, entre otros.
Se suma al grupo de Gustavo Cerati (2005-2010), participando en los discos "Ahi vamos" y "Fuerza natural", así como en sus giras internacionales.
En 2010 obtuvo el Premio Gardel al "Mejor álbum instrumental" con "Primicia". Su álbum "A todas partes" es nominado al Gardel de Oro en 2013.
Graba en la canción "Calma pueblo" de Calle 13.
En 2011 se suma a las giras de Charly García & The Prostitution, grabando además en el disco "Random".
En diciembre de 2015 editó su libro autobiográfico Qué es un long play por la Editorial Sudamericana, iniciando una trilogía junto a Mientras otros duermen (2017) y Nunca es demasiado (2019).
Entre 2016 y 2020 acompaña al artista francés Benjamin Biolay durante sus giras europeas, grabando en los álbumes "Palermo Hollywood" y "Volver". También acompaña al inglés Phil Manzanera, al chileno Pedropiedra y al dúo franco-norteamericano CocoRosie en sus presentaciones porteñas.
Entre marzo y abril de 2017, realizó el "Mototour" a dúo con la compositora y artista plástica Marina Fages. Se trató de una gira en motocicleta por Argentina, Bolivia, Perú y Chile, en la cual recorrieron más de once mil kilómetros para brindar veinticinco conciertos.
Entre 2018 y 2020 brindó "Charlas Informales¨ gratuitas por Argentina y Chile, trasladándose en su motocicleta BMW GS650 “La Idílica”, además de giras internacionales acompañando a artistas como Steve Ball, Phil Manzanera y Benjamín Biolay, así como un ciclo en el Planetario Galileo Galilei de Buenos Aires junto a Fernando Kabusacki, Matías Mango y Michelle Bliman, con visuales de Lisa Cerati y Lucas Neme.
En 2021 fue parte del espectáculo “La Trampa” de la Orquesta Hypnofón (acompañando a Catr7el, Paco Amoroso, Taichu, Chita, Zoe Gotusso y BBAsul), así como del cumpleaños 70 de Charly García celebrado en el CCK porteño junto a Fito Páez, Pablo Guyot, Alfredo Toth, Fabian Quintiero, Hilda Lizarazu y Rosario Ortega, con varios invitados.
Grabó un álbum instrumental (en París y Buenos Aires) junto al pianista Sebastián Volco y el bandoneonista Pablo Gignoli.
En 2022 participó como bandoneonista en el concierto de Bandalos Chinos en la Peniche Cinema de París, así como con la batería en el videoclip “Maricoteca” del artista chileno Alex Anwandter. 
Además, en varias producciones francesas de Pájaro Canzani en el Studio de la Source de Vulaines-Sur-Seine, como las del español César Leone y el inglés Simon Korsac Middleton.
Participó del “Encuentro Maximalista” de Daniel Melingo o junto a Andrés Calamaro, Cachorro López, Hilda Lizarazu, Miguel Zavaleta, Fernando Noy, Hugo Lobo, Katja Alemann, Félix Melingo, Muhammad Habbibi, Ahmed Isa Ravioli, Richard Coleman y Maxi Prieto.
Actualmente graba o acompaña esporádicamente a Charly García, La Titanic (junto a Miguel Zavaleta, Tito Losavio y Gringui Herrera), La Portuaria (con Diego Frenkel, Christian Basso, Sebastián Schachtel y Adi Azicri), además de integrar el combo instrumental KSPS (con Luciano Pietrafesa, Yoyo Sevilla y Fernando Kabusacki), un trío con Hilda Lizarazu y el Zorrito Von Quintiero, y un dúo junto a la compositora Michelle Bliman. Con ella han realizado giras por Normandía junto a Charles Youngerson, además de presentar sus composiciones y recorrer Argentina, dando talleres y conciertos.
Prepara su cuarto libro autobiográfico, que abarcará el período 2017-2022, y otro álbum instrumental de bandoneón, marimba y batería.

## Discografía

### Solista
- El jardín suspendido (1998)
- Padre ritual (1999)
- Full femme (2000)
- Metejón (2001)
- Noche en Madrid (2002)
- Compilado ’97/’03 + Remixes (2003)
- Fan (2004)
- Alvear (2005)
- Alhambra (2006)
- Primicia (2009)
- A todas partes (2013)
- Compilado Instrumentales 1999/2010 (2023)

### Con Clap
- Clap (1984)

### Con Andrés Calamaro
- Vida cruel (1985)

### Con Fabiana Cantilo
- Detectives (1985)

### Con Divina Gloria
- Desnudita es mejor (1985)

### Con Fricción
- Consumación o consumo (1986)

### Con Charly García
- Parte de la religión (1987)
- Lo que vendrá (1988)
- Cómo conseguir chicas (1989)
- Filosofía barata y zapatos de goma (1990)
- La hija de la lágrima (1994)
- Estaba en llamas cuando me acosté (1995)
- Hello! MTV Unplugged (1995)
- El Aguante (1998)
- 60x60 (2012)
- Random (2017)
- La lógica del escorpión (2024)

### Con María Gabriela Epumer
- Perfume (1999)

### Con Gustavo Cerati
- Ahí vamos (2006)
- Fuerza natural (2009)
- Fuerza Natural Tour, en vivo en Monterrey, MX, 2009 (2019)

## Libros
- Qué es un long play: Una larga vida en el rock, editorial Sudamericana, 2015[5]
- Mientras otros duermen: Una larga vigilia en el rock, editorial Sudamericana, 2017[6]
- Nunca es demasiado: Una larga historia en el rock, editorial Sudamericana, 2019<ref>Fernando Samalea habla de “Nunca es Demasiado”, el cierre de su trilogía autobiográfica Consultad
- Memorias en cámara rápida. Libro de fotografías tomadas por Fernando, que abarcan de 1990 a 2010. Fue lanzado en 2021.